# Chaenorhinum montserratiorum
Chaenorhinum montserratiorum är en grobladsväxtart som beskrevs av J. Holub. Chaenorhinum montserratiorum ingår i släktet småsporrar, och familjen grobladsväxter. Inga underarter finns listade i Catalogue of Life.